# 綾羅橋
綾羅橋（ルンナきょう、朝:릉라교）は、朝鮮民主主義人民共和国平壌市に位置する大同江にかかる橋である。
玉流橋と清流橋との間に位置する、大同江に平壌市内でかかる6つの橋の一つであり、右岸の牡丹峰区域と左岸の大同江区域とを綾羅島経由で結んでいる。長さは1070mで、1988年に落成した。この橋は1992年当時の500ウォン貨幣の裏に描かれていた。